# Siemens-Schuckertwerke
Siemens-Schuckertwerke (укр. Зіменс-Шуккертверке) або Siemens Schuckert — німецька електротехнічна компанія зі штаб-квартирами в Берліні, Ерлангені та Нюрнберзі, яка була включена до Siemens AG у 1966 році.
Підприємство Siemens-Schuckertwerke було засновано в 1903 році, коли Siemens & Halske придбали Schuckertwerke. Згодом Siemens & Halske спеціалізувалися на інженерії зв'язку, а Siemens-Schuckert — на енергетиці та пневматичних приладах. Під час Першої світової війни Siemens-Schuckert також виробляв літаки. У 1908 році компанія розпочала виробництво відомих автомобілів Protos Automobile GmbH. 1917 року компанія Siemens-Schuckertwerke GmbH збудувала Siemens-Schuckert R.VIII — найбільший біплан у світі.
Під час Другої світової війни компанія мала фабрику з виробництва літаків та інших деталей у Моновіці поблизу Освенцима. Біля заводу був робочий табір, відомий як концтабір Бобрек.
У 1959 році Siemens-Schuckertwerke представила на ринок електронну модульну систему управління SIMATIC.
У 1966 року компанія увійшла до складу Siemens AG.
Логотип Siemens Schuckert складався з букви S з меншою буквою S, накладеною на середину, а менша S повернута ліворуч на 45 градусів. Логотип використовувався наприкінці 1960-х, коли обидві компанії об'єдналися з Siemens-Reiniger-Werke AG, які стали основою сучасної компанії Siemens AG.

## Список відомої продукції компанії

### Літаки
- Siemens-Schuckert D.I
- Siemens-Schuckert D.II
- Siemens-Schuckert D.III
- Siemens-Schuckert D.IV
- Siemens-Schuckert D.VI
- Siemens-Schuckert Dr.II
- Siemens-Schuckert DDr.I
- Siemens-Schuckert E.I
- Siemens-Schuckert R.I
- Siemens-Schuckert R.II
- Siemens-Schuckert R.III
- Siemens-Schuckert R.IV
- Siemens-Schuckert R.V
- Siemens-Schuckert R.VI
- Siemens-Schuckert R.VII
- Siemens-Schuckert R.VIII
- Siemens-Schuckert Forssman

### Двигуни
- Siemens-Halske Sh.I
- Siemens-Halske Sh.II
- Siemens-Halske Sh.III
- Siemens-Halske Sh 4
- Siemens-Halske Sh 5
- Siemens-Halske Sh 6
- Siemens-Halske Sh 11
- Siemens-Halske Sh 12
- Siemens-Halske Sh 13
- Siemens-Halske Sh 14
- Siemens-Halske Sh 15
- Siemens-Bramo Sh 20
- Siemens-Bramo Sh 21
- Siemens Bramo SAM 22B
- Siemens Bramo 314
- Siemens Bramo 322
- Siemens Bramo 323 Fafnir
- Siemens Bramo 109-003

### Потяги
- Siemens-Schuckert Orenstein & Koppel

## Виноски
1. 1 2 3 4 5  Архів преси XX століття — 1908.